# Lê Hữu Qua
Lê Hữu Qua, (1914-2001) là Thiếu tướng Công an nhân dân Việt Nam, Tổng cục trưởng đầu tiên của Tổng cục Cảnh sát Nhân dân. Ông là nhân chứng sống của cuộc Cách mạng tháng Tám 1945.
Ông tên khai sinh là Lê Phú Cường, quê quán phường Phúc xá, Hà Nội. Thân phụ ông là nhân viên bưu chính Phủ Toàn quyền Đông dương. Em trai ông là Lê Phú An nguyên Quyền Chánh Văn phòng Bộ Công an, Lê Phú Hào nhà phiên dịch đại diện Thông tấn xã Việt Nam tại Pháp.
Con trai ông là Lê Hữu Quang, cán bộ Bộ Ngoại Thương.

## Quá trình hoạt động
Ông tham gia Việt Minh từ năm 1943, sau đó công tác trong ngành công an, từng làm Trưởng ban trinh sát Sở Công an Bắc Bộ năm 1945, là người phá Vụ án phố Ôn Như Hầu nổi tiếng sau Cách mạng tháng Tám. Ông là người ký mệnh lệnh khám xét địa điểm số 7 Ôn Như Hầu.
Kháng chiến toàn quốc bùng nổ, năm 1947 ông được cử làm Giám đốc Công an khu 11 (tức Công an Hà Nội). Khi Nha Công an trung ương chuyển lên Việt Bắc, ông được giao làm Phó Ty Trật tự tư pháp.
Đến tháng 3 năm 1954 ông được cử đi bảo vệ đoàn đại biểu Việt Nam do Phó Thủ tướng Phạm Văn Đồng dẫn đầu đi dự hội nghị Genève tại Thụy Sĩ. Khi hội nghị kết thúc, ông được cử tham gia đoàn của chính phủ đi công tác tại Ý, Ai Cập, Ấn Độ, Miến Điện, Hồng Kông. 
Về Việt Nam ông được điều về Hà Nội gấp để bảo vệ Hồ Chủ tịch và ông Phạm Văn Đồng trong cuộc gặp đại diện Cộng hòa Pháp Sainteny tại Phủ Chủ tịch ngay sau giải phóng thủ đô.
Năm 1956, ông làm Phó Giám đốc Vụ Trị an Dân cảnh. 
Đến tháng 5/1962 ông được Chính phủ cử làm Cục trưởng Cục Cảnh sát Nhân dân với quân hàm Thượng tá cảnh sát và giữ chức vụ này cho đến năm 1967. Ông là Cục trưởng đầu tiên, người xây dựng lực lượng Cảnh sát nhân dân từ ngày đầu .
Sau thời gian đi học trường Nguyễn Ái Quốc về, ông giữ chức Cục trưởng Cục Quản lý trại giam cho đến năm nghỉ hưu 1980. 
Ngày 18/4/1977 ông được Chủ tịch Tôn Đức Thắng phong hàm Thiếu tướng công an.
Năm 1980 ông nghỉ hưu.
Ngày 20/1/2001 ông mất tại bệnh viện Hữu Nghị. An táng tại nghĩa trang Ngọc Thụy, Long Biên, TP Hà Nội.

## Vinh danh
Ông được Đảng và Nhà nước phong tặng Anh hùng lực lượng vũ trang, Huân chương Độc lập hạng ba, Huân chương Quân công hạng nhất, Huân chương Kháng chiến hạng hai, Huân chương kháng chiến chống Mỹ cứu nước hạng nhất, huy chương vì thế hệ trẻ, huy chương vì sự nghiệp giáo dục, kỷ niệm chương của Bộ Nội vụ Cu Ba và nhiều huân chương khác, Huy hiệu 50 năm tuổi Đảng.